# Punció lumbar

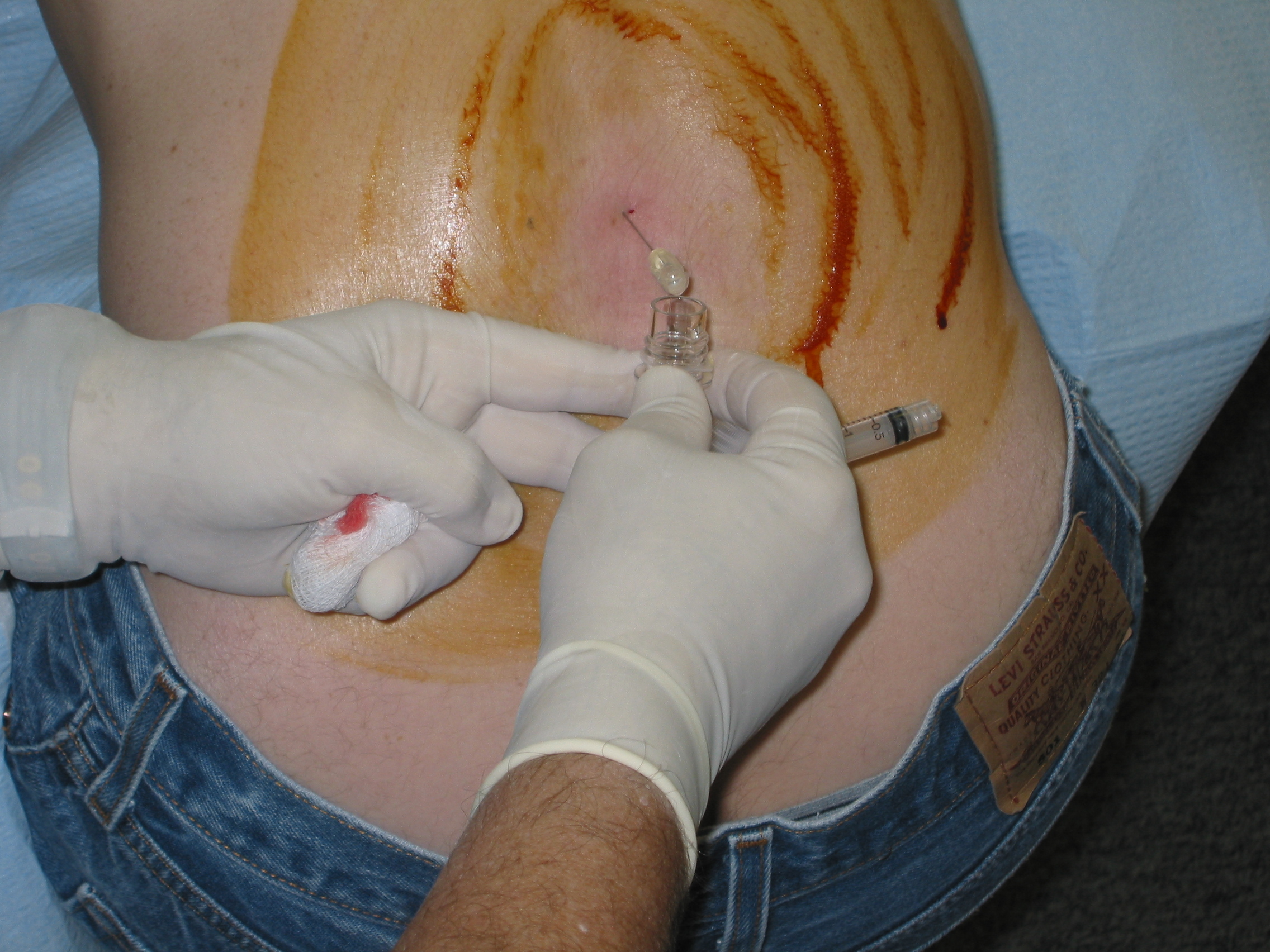
Un pacient es sotmet a una punció lumbar a mans d'un neuròleg. Els arcs marrons i vermellosos són traços de iode (un antisèptic).

En medicina, una punció lumbar és un procediment de diagnòstic que es porta a terme per recollir una mostra del líquid cefalorraquidi per a una anàlisi bioquímica, microbiològica i citològica, o en rares ocasions per disminuir la pressió del fluid cerebroespinal.

## Propòsit
El propòsit més comú per recollir una mostra de líquid cefalorraquidi mitjançant una punció lumbar és confirmar o descartar la sospita de meningitis, ja que no hi ha una altra eina fiable amb la qual la meningitis pot ser exclosa. Els nens petits comunament requereixen una punció lumbar com a part de la rutina per diagnosticar la febre sense motiu, ja que tenen un risc molt més gran de meningitis que les persones adultes i no sempre mostren signes d'irritació meníngia. En qualsevol grup d'edat, una hemorràgia subaracnoidal, hidrocefàlia, hipertensió intracranial, esclerosi múltiple i molts altres diagnòstics poden ser confirmats o descartats amb aquesta prova.

## Mètode d'aplicació
El procés, que efectuat per professionals entrenats, no implica més que una petita molèstia en el moment de la col·locació de l'anestèsia cutània, consisteix en la inserció d'una agulla, amb un mandril en el seu interior (agulla de punció lumbar) buida entre les vèrtebres lumbars L3/L4 o L4/L5 (llocs escollits a causa de les facilitats anatòmiques que posseeix la columna a aquest nivell, ja que la medul·la acaba entre L1 i L2 a adults, i en infants entre L2 i L3) fins a arribar al canal raquidi (espai subdural). El líquid cefalorraquidi flueix passivament gràcies a la pressió que té i no ha de ser aspirat. La quantitat de líquid recollit haurà de ser la mínima indispensable i dependrà del tipus d'anàlisi a realitzar i de la malaltia que s'estigui investigant. Previ al procés es desinfecta la zona de punció amb iode.
Després, el pacient haurà de romandre en posició supina (boca amunt) durant 4 a 6 hores i beure molt líquid per facilitar la recuperació i evitar l'ocurrència d'una de les complicacions més freqüent que és la cefalea post-punció.

## Interpretació
L'anàlisi del líquid cefalorraquidi inclou generalment un recompte cel·lular i la determinació de les concentracions de glucosa i proteïnes. Els altres estudis analítics del líquid cefalorraquidi es realitzen en funció de la sospita diagnòstica.

### Determinació de la pressió

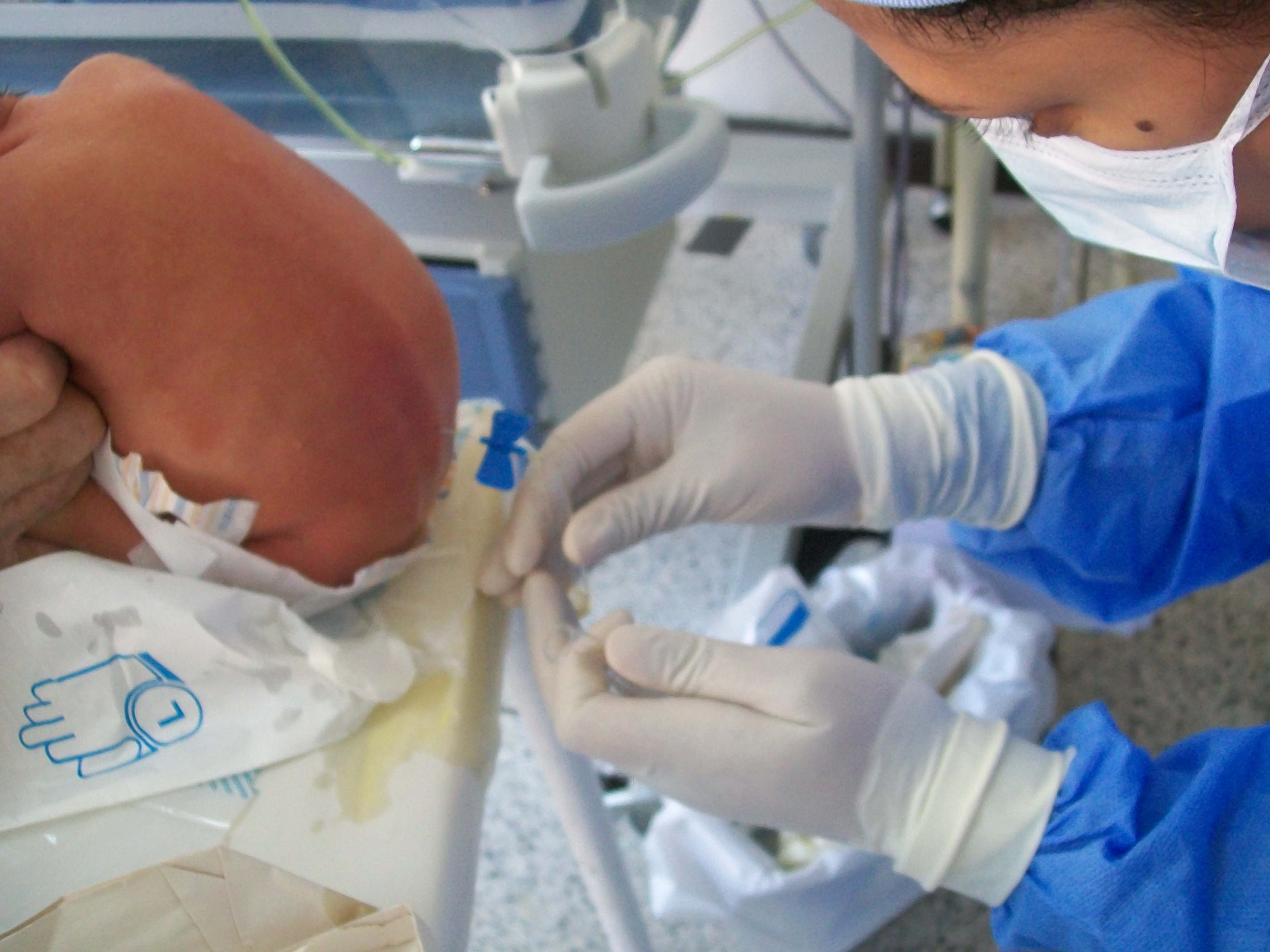
Punció lumbar en un nen amb sospita de meningitis.

L'augment de la pressió del LCR pot indicar insuficiència cardíaca congestiva, edema cerebral, hemorràgia subaracnoidal, hipoosmolalitat resultant d'hemodiàlisi, inflamació meníngia, meningitis purulenta o meningitis tuberculosa, hidrocefàlia o pseudotumor cerebral. En el context d'una pressió elevada (o hidrocefàlia de pressió normal, en què la pressió és normal, però hi ha un excés de LCR), la punció lumbar pot ser terapèutica.
La disminució de la pressió del LCR pot indicar obstrucció subaracnoïdal completa, fuita de líquid cefalorraquidi, deshidratació greu, hiperosmolalitat o col·lapse circulatori. Els canvis significatius en la pressió durant el procediment poden indicar tumors o obstrucció espinal que donen lloc a una gran acumulació de LCR, o hidrocefàlia associada a grans volums de LCR.

### Contatge cel·lular
La presència de glòbuls blancs al líquid cefalorraquidi s'anomena pleocitosi. Un petit nombre de monòcits pot ser normal; la presència de granulòcits és sempre una troballa anormal. Un gran nombre de granulòcits sol anunciar una meningitis bacteriana. Els leucòcits també poden indicar reaccions a puncions lumbars repetides, reaccions a injeccions prèvies de medicaments o colorants, hemorràgia del sistema nerviós central, leucèmia, crisi epilèptica recent o un tumor metastàtic. Quan la sang perifèrica contamina el LCR extret, una complicació comuna del procediment, els glòbuls blancs estaran presents juntament amb els eritròcits, i la seva proporció serà la mateixa que la de la sang perifèrica.
La presència d'eritrofagocitosi, on eritròcits fagocitats, significa hemorràgia al LCR que va precedir a la punció lumbar. Per tant, quan es detecten eritròcits a la mostra de LCR, l'eritrofagocitosi suggereix causes diferents d'una punció traumàtica, com ara hemorràgia intracranial i encefalitis herpètica hemorràgica. En aquest cas, es justifica la realització de més investigacions, com ara l'obtenció d'imatges i el cultiu víric.

### Microbiologia
El LCR es pot enviar al laboratori de microbiologia per realitzar diversos tipus de frotis i cultius per diagnosticar infeccions.
- La tinció de Gram pot demostrar la presència de bacteris grampositius a la meningitis bacteriana.[4]
- El cultiu microbiològic és el millor sistema per detectar la meningitis bacteriana. Els bacteris, els fongs i els virus es poden cultivar mitjançant diferents tècniques.
- La reacció en cadena de la polimerasa (PCR) ha suposat un gran avenç en el diagnòstic d'alguns tipus de meningitis, com ara la meningitis per herpesvirus i enterovirus. Té una alta sensibilitat i especificitat per a moltes infeccions del SNC, és ràpida i es pot fer amb petits volums de LCR. Tot i que les proves són cares, les anàlisis de costos de les proves de PCR en pacients neonatals van demostrar un estalvi a través de la reducció del cost d'hospitalització.[5][6]
- Nombroses proves mitjançant els anticossos per al LCR estan disponibles en alguns països: inclouen proves ràpides per a antígens de patògens bacterians comuns, títols treponèmics per al diagnòstic de neurosífilis i malaltia de Lyme, anticòs Coccidioides, i altres.
- La prova de tinta xinesa se segueix utilitzant per a la detecció de meningitis causada per Cryptococcus neoformans,[7][8] però la prova de l'antigen criptocòcic (CrAg) té una major sensibilitat.[9]

### Química
Diverses substàncies que es troben al líquid cefalorraquidi estan disponibles per al seu mesurament diagnòstic.
- La glucosa és present al LCR; el nivell sol ser aproximadament el 60% del de la circulació perifèrica.[10] Per tant, es pot realitzar una punció digital o venopunció en el moment de la punció lumbar per avaluar els nivells perifèrics de glucosa i determinar un valor previst de glucosa al LCR. La disminució dels nivells de glucosa[11] pot indicar fongs, tuberculosi[12] o infeccions piògenes; limfomes; leucèmia que s'estén a les meninges; galteres meningoencefalítiques; o hipoglucèmia. Un nivell de glucosa inferior a un terç dels nivells de glucosa en sang en associació amb nivells baixos de lactat en LCR és típic en la deficiència hereditària de transportador de glucosa en LCR també coneguda com a malaltia de De Vivo.[13]
- L'augment dels nivells de glucosa a la sang dels nens és un problema greu.
- L'augment dels nivells de glucosa al líquid pot indicar diabetis, encara que se segueix aplicant la regla del 60%.[14][15]
- Nivells elevats de glutamina[16] solen estar implicades en les encefalopaties hepàtiques,[17][18] síndrome de Reye,,[19][20] coma hepàtic, cirrosi,[18] hipercapnia i depressió.[21]
- L'augment dels nivells de lactat pot ocórrer la presència de càncer del sistema nerviós central, esclerosi múltiple, malaltia mitocondrial hereditària, pressió arterial baixa, sèrum sota fòsfor, alcalosi respiratòria, convulsions idiopàtiques, lesió cerebral traumàtica, isquèmia cerebral, abscés cerebral, hidrocefàlia, hipocàpnia o meningitis bacteriana.[14]
- L'enzim lactat deshidrogenasa es pot mesurar per ajudar a distingir les meningitis d'origen bacterià, que solen associar-se a nivells elevats de l'enzim, de les d'origen víric en què l'enzim és baix o absent.[22]
- Els canvis en el contingut proteic total del líquid cefalorraquidi poden ser conseqüència d'un augment patològic de la permeabilitat de la barrera sang-líquid cefalorraquidi,[23] obstruccions de la circulació del LCR, meningitis, neurosífilis abscessos cerebrals, hemorràgia subaracnoidal, poliom Guillain-Barré, fugida de LCR, augment de la pressió intracranial o hipertiroïdisme. Nivells molt elevats de proteïnes poden indicar meningitis tuberculosa o bloqueig medul·lar.
- La taxa sintètica d'IgG es calcula a partir dels nivells mesurats d'IgG i la proteïna total; està elevada en trastorns immunitaris com l'esclerosi múltiple, la mielitis transversa i la neuromielitis òptica de Devic. Poden detectar-se bandes oligoclonals a la LCR però no al sèrum, cosa que suggereix una producció intratecal d'anticossos.

| Infecció         | Aspecte             | WBCs / mm3                     | Proteïna (g/L)                       | Glucosa                     |
| ---------------- | ------------------- | ------------------------------ | ------------------------------------ | --------------------------- |
| Normal           | Clara               | <5                             | 0.15 to 0.45                         | > 2/3 de glucosa en sangre  |
| Bacteriana       | Groguenca, tèrbola  | > 1,000 (principalment PMNs)   | > 1                                  | Baja                        |
| Meningitis viral | Clara               | < 200 (majorment limfocitosi)  | Augment lleu                         | Normal o lleugerament baixa |
| Tuberculosis     | Groguenc i viscós   | Augment modest                 | Augment marcat                       | Disminució                  |
| Fongs            | Groguenca i viscosa | < 50 (principalment limfòcits) | Inicialment normal, després augmenta | Normal o lleugerament baix  |